# Hypselecara
Hypselecara – rodzaj słodkowodnych ryb okoniokształtnych z rodziny pielęgnicowatych (Cichlidae). 

## Występowanie
Ameryka Południowa (dorzecze Amazonki i Orinoko).

## Klasyfikacja
Gatunki zaliczane do tego rodzaju:
- Hypselecara coryphaenoides (Heckel, 1840)
- Hypselecara temporalis (Günther, 1862) – pielęgnica szmaragdowa[potrzebny przypis]